# Y para siempre
Y para siempre es el duodécimo álbum de estudio lanzado por Los Bukis el 1 de julio de 1989. Este lanzamiento incluye nueve canciones escritas por Marco Antonio Solís, quien también produjo el álbum. Los tres sencillos principales de este álbum llegaron al Top 20 en el Billboard Hot Latin Tracks: A donde vayas, Me dió coraje, y la canción número uno Como fuí a enamorarme de ti.

## Lista de canciones
Todas las canciones escritas y compuestas por Marco Antonio Solís, excepto donde se indique.

| N.º | Título                         | Duración |  |
| 1.  | «Motívate»                     | 3:28     |  |
| 2.  | «A donde vayas»                | 3:34     |  |
| 3.  | «Mi pobre corazón»             | 3:16     |  |
| 4.  | «Ladrón de buena suerte»       | 3:38     |  |
| 5.  | «Dime que sí» (Eusebio Cortez) | 3:58     |  |
| 6.  | «Cómo fui a enamorarme de ti»  | 4:38     |  |
| 7.  | «Guapa»                        | 4:11     |  |
| 8.  | «Vete, aléjate de mí»          | 3:55     |  |
| 9.  | «Déjale oír tu Voz»            | 5:12     |  |
| 10. | «Me dio coraje»                | 3:08     |  |

## Rendimiento en listas

### Álbum
| Lista (1989)                    | Posición |
| ------------------------------- | -------- |
| U.S. Billboard Latin Pop Albums | 5        |

### Sencillos
| Año de lanzamiento | Sencillo                      | U.S. HLT |
| ------------------ | ----------------------------- | -------- |
| 1989               | "A donde vayas"               | 2        |
| 1989               | "Cómo fui a enamorarme de ti" | 1        |
| 1990               | "Me dió coraje"               | 19       |